# جان دجوركاييف
جان (تشوكي) دجوركاييف (بالفرنسية: Jean Djorkaeff)‏ (27 أكتوبر 1939 في رون ألب) لاعب كرة قدم فرنسي ذو أصول أرمينية معتزل كان يجيد اللعب في مركز قلب مدافع . بدأ مسيرته الرياضية في نادي ليون وكان أولى مباراة رسمية في مواجهة نادي ليموج في 28 ديسمبر 1958 . على الرغم من أن بدايته كانت في خط الهجوم إلا أنه غير رأيه وقرر اللعب في مركز قلب الدفاع . لعب في أكثر من 500 مباراة في بطولة دوري الدرجة الأولى الفرنسي . قضى 16 سنة لاعبا في 4 أندية . حقق بطولة كأس فرنسا مرتين الأولى مع نادي ليون سنة 1964 والثانية في سنة 1969 مع نادي مرسيليا . كما شارك دجوركاييف في صفوف منتخب فرنسا في نهائيات بطولة كأس العالم 1966 التي أقيمت في إنجلترا . ابنه يوري دجوركاييف شارك مع منتخب فرنسا في بطولة كأس العالم 1998 ويورو 2000 . سبق له تدريب منتخب أرمينيا . حاليا فإنه عضو في اللجنة المنظمة لبطولة كأس فرنسا .

## روابط خارجية
- جان دجوركاييف على موقع قاعدة بيانات كرة القدم.إي يو (الإنجليزية)
- جان دجوركاييف على موقع ليكيب (الفرنسية)
- جان دجوركاييف على موقع ناشيونال فوتبول تيمز (الإنجليزية)